# Sielsowiet Mołotkowicze
Sielsowiet Mołotkowicze (biał. Малоткавіцкі сельсавет; ros. Молотковичский сельсовет) – sielsowiet na Białorusi, w obwodzie brzeskim, w rejonie pińskim, z siedzibą w Mołotkowiczach.
Według spisu z 2009 sielsowiet Mołotkowicze zamieszkiwało 4815 osób, w tym 4567 Białorusinów (94,85%), 131 Rosjan (2,72%), 78 Ukraińców (1,62%), 13 Polaków (0,27%), 5 Azerów (0,10%), 8 osób innych narodowości i 13 osób, które nie podały żadnej narodowości.

## Miejscowości
- agromiasteczko:
  - Mołotkowicze
- wsie:
  - Czerniejewicze
  - Domaszyce
  - Izyń
  - Wólka Wielka
  - Zalesie
  - Żabczyce
  - Żytnowicze
- osiedle:
  - Sadowy